# ادلاید/چرچیل، ساسکاتون
ادلاید/چرچیل، ساسکاتون (به انگلیسی: Adelaide/Churchill, Saskatoon) در کانادا است که در ساسکاچوان واقع شده‌است.

## خصوصیات
ادلاید/چرچیل ۱٫۵ کیلومترمربع مساحت و ۳٬۴۴۵ نفر جمعیت دارد.